# Arhopalus tibetanus
Arhopalus tibetanus es una especie de escarabajo longicornio del género Arhopalus, tribu Asemini, subfamilia Spondylidinae. Fue descrita científicamente por Sharp en 1905.

## Descripción
Mide 20-26 milímetros de longitud.

## Distribución
Se distribuye por Bután, China, India, Nepal y Pakistán.